# Spoorlijn 263
Spoorlijn 263 was een Belgische industrielijn, die aftakte van spoorlijn 257 (Charleroi-Nord - Y Noir Dieu). De spoorlijn was 1,1 km lang en liep naar Gilly Quatre Bras. In het verleden heeft de lijn ook het nummer 179 gehad. 
Na de opbraak is de N90 op de bedding aangelegd.

## Aansluitingen
In de volgende plaats was er een aansluiting op de volgende spoorlijn:
Y Gilly Quatre Bras
Spoorlijn 257 tussen Y Noir-Dieu en Charleroi-Noord